# Мало-Борисково
Мало-Борисково — село в Суздальском районе Владимирской области России, входит в состав Селецкого сельского поселения.

## География
Село расположено близ автодороги М7 «Волга» Владимир — Иваново в 7 км на северо-восток от райцентра города Суздаль.

## История

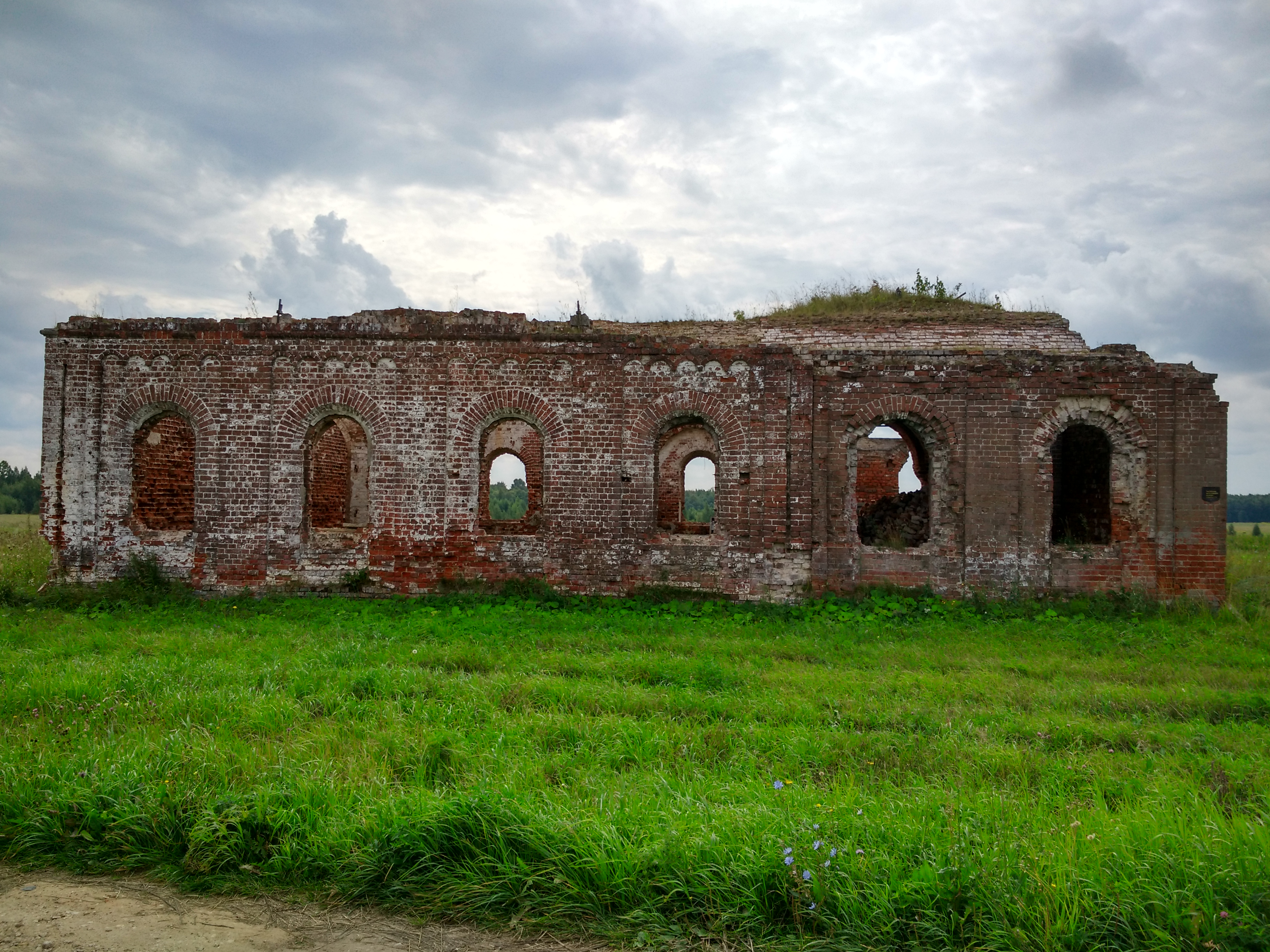
Церковь Троицы Живоначальной. 2018 год

До 1861 года Борисково было деревней и вместе с деревнями: Туровым, Холодами, Хламовым, Палкиным, Исадами, Пеколом, Патриковым принадлежало приходом к Троицкой церкви погоста Запрудья, отстоявшего от этих деревень от 5-8 верст и отделявшегося от них рекой Подыксой. С построением церкви в Борискове в 1861 году бывшая деревянная церковь в Запрудье была нарушена и погост Запрудье прекратил свое существование. В Борискове построена церковь каменная, пятиглавая, с колокольнею каменною же; ограда каменная, с железными решетками. Престолов в церкви три: в холодной – во имя Святой Живоначальной Троицы, в теплой трапезе – по правую сторону престол в честь святого Дмитрия, Ростовского чудотворца, а по левую сторону – во имя святого и чудотворного Николая. В 1896 году приход: село и 7 деревень; всех дворов в приходе 192, душ мужского пола 586, а женского — 573.
В мае 2013 года в селе Мало-Борисково усилиями жителей села рядом с разрушенным Свято-Троицким храмом  началось строительство новой деревянной церкви, в декабре 2013 года были освящены кресты нового храма. 20 октября 2014 года новый храм освящен в честь преподобного Сергия Радонежского.
В конце XIX — начале XX века село входило с состав Торчинской волости Суздальского уезда.
С 1929 года село являлось центром Мало-Борисковского сельсовета Суздальского района, с 1965 года — в составе Лопатницкого сельсовета.

## Население
| 1859 | 1905 | 1926 |
| ---- | ---- | ---- |
| 180  | 277  | 318  |

| 1859 | 1905 | 1926 | 2002 | 2010 | 2021 |
| ---- | ---- | ---- | ---- | ---- | ---- |
| 180  | ↗277 | ↗318 | ↘5   | ↗12  | ↗18  |

## Достопримечательности
В селе находится действующая Церковь Сергия Радонежского (2014) и полуразрушенная Церковь Троицы Живоначальной (1899).